# Фортеца
Фортѐца (на италиански: Fortezza; на немски: Franzenfeste, Франценфеще) е село и община в Северна Италия, автономна провинция Южен Тирол, автономен регион Трентино-Южен Тирол. Разположено е на 749 m надморска височина. Населението на общината е 975 души (към 2010 г.).

## Език
Официални общински езици са и италианският и немският. Най-голямата част от населението говори немски. В общината се говори и други романски език, ладинският.
| %     | Роден език      |
| 38,51 | Италиански език |
| 59,63 | Немски език     |
| 1,86  | Ладински език   |